# Gerri Eickhof

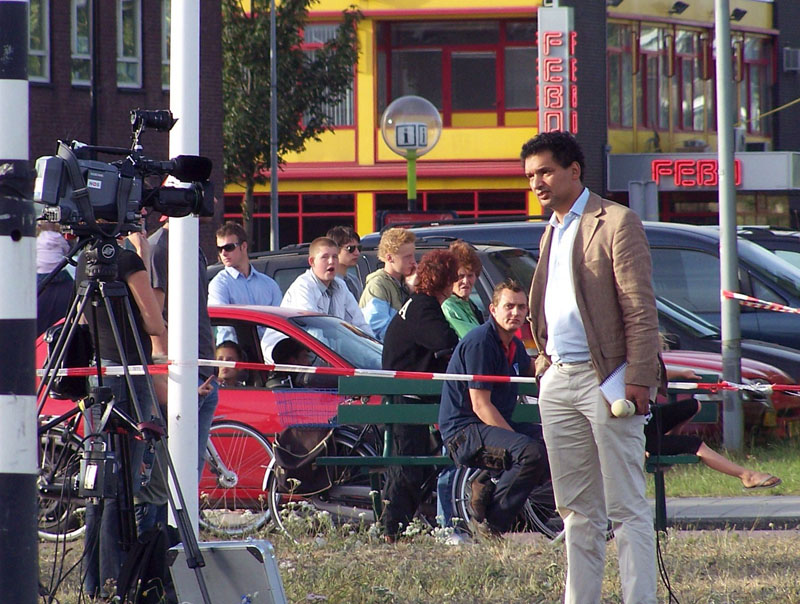
Eickhof berichtet 2007 für das NOS Journaal über einen Brand in Amsterdam

Gerri Eickhof (* 21. März 1958 in Amsterdam) ist ein niederländischer Journalist, der für das öffentlich-rechtliche TV-Nachrichtenmagazin NOS Journaal tätig war.

## Jugend und Ausbildung
Eickhofs Mutter ist Niederländerin, sein Vater stammt aus Suriname. Er wuchs im Amsterdamer Stadtteil Tuindorp Oostzaan auf. Er lebte zusammen bei seiner Mutter bei seinen streng katholischen Großeltern.
Von 1964 bis 1970 besuchte er die Sint Stephanus Bellesinischool und ging dann 1976 auf das Waterlant College. Danach studierte er bis 1983 Anthropologie an der Universiteit van Amsterdam, University of Bradford und Rijksuniversiteit Utrecht.

## Karriere
Als Eickhof nach seinem Studium im Radio davon hörte, dass das „Migrantentelevisie Amsterdam“ einen Kurs „Programmamaker“ (etwa Sendungsmacher) anbot, nahm er das Angebot an. Als er 1986 abschloss wurde ihm ein einjähriges Praktikum bei der Nachrichtensparte der christlich geprägten Rundfunkgesellschaft IKON ermöglicht. Danach bewarb sich Eickhof bei der Auslandsredaktion des NOS Journaal. Dort war er von 1988 bis zu seinem Ruhestand ab März 2025 als Redakteur und Reporter tätig.
Eickhof begann als Redakteur im Bereich Ausland, danach wurde er Reporter. Er arbeitete in Krisengebieten wie Republik Kongo, Bosnien, Kosovo, Irak, Ruanda und Burundi. Während des Kosovokriegs 1999 berichtete Eickhof aus Belgrad. Er sorgte hier für Kontroversen, als er eine Reportage über das Bombardement auf einen serbischen Fernsehsender  mit einer Zielscheibe am Revers abhielt. Eickhof lebt vorwiegend in den Niederlanden. Eine Zeit lang erzählte er auch in Blogs über seine journalistischen Entscheidungen und Dilemmas.
Vom 29. September 2023 bis März 2025 ersetzte Eickhof den Journalisten Herman van der Zandt als fester Moderator der Sendung Rondje Binnenhof.
Am 16. März 2025 verabschiedete Eickhof sich mit einer letzte Reportage für das NOS-Journaal und ging in den Ruhestand.

## Rassismus
Seit seiner Kindheit hat Eickhof persönlich auch Rassismus erlebt. Als Kind wurde er regelmäßig von einer Gruppe anderer Kindern beschimpft, die ihn unter anderem als „Nigger“ und „Zwarte Piet“ bezeichneten und mit Kieselsteinen und Erdklumpen bewarfen. Auch als Erwachsener war er mit offenem Rassismus und Vorfällen konfrontiert, die zwar einzeln als „Vorfälle“ betrachtet werden können, aber insgesamt nicht dem Zufall zuzuschreiben sind; wie beispielsweise 42 Verhaftungen ohne konkreten Anlass.

## Bücher
Gerri Eickhof ist auch als Autor mehrere Bücher in Erscheinung getreten.
- Met de tram door Amsterdam, Verlag Conserve || ISBN 9789054292890, geschrieben in der Serie Nederlandreeks. Ein Buch, in dem Eickhof 16 Amsterdamer Straßenbahnlinien über 213 Kilometer Länge beschreibt.
- Bestemming Bagdad, Verlag Conserve, ISBN 9789054292821, Tagebuchnotizen über seine Erfahrungen während des Irakkriegs  2003.